# COVID-19-Pandemie in Somalia
Die COVID-19-Pandemie in Somalia tritt als regionales Teilgeschehen des weltweiten Ausbruchs der Atemwegserkrankung COVID-19 auf und beruht auf Infektionen mit dem Ende 2019 neu aufgetretenen Virus SARS-CoV-2 aus der Familie der Coronaviren. Die COVID-19-Pandemie breitet sich seit Dezember 2019 von China ausgehend aus. Ab dem 11. März 2020 stufte die Weltgesundheitsorganisation (WHO) das Ausbruchsgeschehen des neuartigen Coronavirus als Pandemie ein.

## Situation im Land
Somalia befindet sich in einem langwierigen militärischen Konflikt. Die Zentralregierung hat keine Kontrolle über große Teile des Landes und steht im Konflikt mit mehreren Regionalregierungen. Einige ländliche Gebiete im Süden werden von der Terroristengruppe Al-Shabaab dominiert, die in der Vergangenheit die humanitäre Arbeit im Land behindert hat. In Somalia gibt es weit verbreitete Armut und Hunger, der die Menschen anfällig für eine Infektion und das Land anfällig für einen Pandemie-Ausbruch macht.
Somalias Gesundheitsinfrastruktur ist schwach: Das Land liegt auf Platz 194 von 195 im Global Health Security-Index. Das Land verfügt über weniger als 20 Betten auf einer Intensivstation.
Mohamed Mohamud Ali, Vorsitzender der Somali Medical Association, warnte im März 2020 davor, dass das Virus in Somalia viel mehr Menschen töten könne als in China oder im Iran, da es im Land keine Testkits gebe und die Patienten mindestens drei Tage warten müssten, um Ergebnisse zu erhalten.
Die Führer der Al-Shabaab-Miliz trafen sich im Land, um über COVID-19 zu diskutieren. Ahmed Khalif von Action Against Hunger warnte, dass die extremistische Gruppe in der Vergangenheit den Zugang für humanitäre Helfer in Somalia blockiert habe, den Menschen jedoch möglicherweise erlauben könne, sich zur Behandlung an einen anderen Ort zu begeben.
Zwanzig Ärzte der Somali National University gingen freiwillig in das von der Pandemie schwer getroffene Italien, um dort gegen den COVID-19-Ausbruch anzukämpfen.

## Verlauf und Maßnahmen
Bereits am 15. März verbot die Regierung Passagieren, die in den letzten 14 Tagen in China, Iran, Italien oder Südkorea gewesen waren, die Einreise nach Somalia. Zu dieser Zeit hatte die Regierung vier Verdachtsfälle vorsichtshalber unter Quarantäne gestellt.
Am 16. März 2020 wurde die erste SARS-CoV-2-Infektion in Somalia bestätigt. Das somalische Gesundheitsministerium berichtete, dass ein somalischer Staatsbürger aus China nach Hause zurückkehrte. Im WHO-Situationsbericht tauchte dieser Fall erstmals am 17. März 2020 auf.
Am 17. März kündigte die Regierung an, dass Schulen und Universitäten ab dem 19. März für 15 Tage geschlossen sein würden und dass große Versammlungen verboten seien.
Das somalische Luftfahrtministerium ordnete eine Aussetzung aller internationalen Flüge für 15 Tage ab Mittwoch, dem 18. März 2020, an, mit der Möglichkeit von Ausnahmen für humanitäre Flüge. Die Aussetzung wirkte sich auf Khat-Importe aus Kenia aus, was zu wirtschaftlichen Schwierigkeiten für Khat-Verkäufer in Somalia und Erzeuger in Kenia führte. Ebenfalls am 18. März gab Premierminister Hassan Ali Khaire bekannt, dass 5 Millionen US-Dollar für die Bekämpfung der Pandemie bereitgestellt wurden.
Der erste COVID-19-bedingte Todesfall im Land ereignete sich am 8. April 2020. Dieser Todesfall tauchte am 9. April 2020 erstmals im WHO-Situationsbericht auf.
Am 12. April 2020 bestätigte Somalia seinen zweiten Todesfall durch das neuartige Coronavirus. Khalif Mumin Tohow, Justizminister des Bundesstaates Hirshabelle, starb einen Tag nachdem er in Jowhar positiv getestet worden war, im Martini-Krankenhaus von Mogadischu.
Bis zum 15. April 2020 wurden von der WHO 60 SARS-CoV-2-Infektionen und zwei COVID-19-bedingte Todesfälle in Somalia bestätigt.
Am 5. Mai 2020 starben sechs Menschen, als ein kenianisches Flugzeug, das zum Transport von Hilfsgütern gegen die Pandemie eingesetzt wurde, beim Landeanflug in der südsomalischen Region Bay abgeschossen wurde.

## Statistik
Die Fallzahlen entwickelten sich während der COVID-19-Pandemie in Somalia wie folgt:

### Infektionen

Bestätigte Infizierte in Somalia nach Daten der WHO. Oben kumuliert, unten Tageswerte

### Todesfälle

Bestätigte Todesfälle in Somalia nach Daten der WHO. Oben kumuliert, unten Tageswerte